# Campionato Sammarinese di Calcio 1988/89
Die Campionato Sammarinese di Calcio 1988/89 war die vierte Spielzeit der san-marinesischen Fußballliga. Die nach einem aus Hin- und Rückrunde bestehenden Grunddurchgang besten vier Mannschaften sowie die beiden besten der Serie A2 spielten in einem Meisterplayoff um den Titel.
Der FC Domagnano gewann mit einem Finalsieg über SP La Fiorita den ersten Titel in der Vereinsgeschichte.

## Grunddurchgang
| Pl. | Verein              | Sp. | S | U | N  | Tore    | Diff. | Punkte |
| --- | ------------------- | --- | - | - | -- | ------- | ----- | ------ |
| 1.  | AC Libertas         | 18  | 9 | 7 | 2  | 032:140 | +18   | 25:11  |
| 2.  | SP La Fiorita       | 18  | 9 | 7 | 2  | 022:800 | +14   | 25:11  |
| 3.  | FC Domagnano (P)    | 18  | 8 | 8 | 2  | 027:130 | +14   | 24:12  |
| 4.  | SC Faetano          | 18  | 8 | 5 | 5  | 026:170 | +9    | 21:15  |
| 5.  | GS Dogana           | 18  | 6 | 9 | 3  | 021:150 | +6    | 21:15  |
| 6.  | SS Folgore/Falciano | 18  | 6 | 7 | 5  | 022:190 | +3    | 19:17  |
| 7.  | SS Virtus (N)       | 18  | 5 | 7 | 6  | 020:250 | −5    | 17:19  |
| 8.  | SP Tre Fiori (M)    | 18  | 4 | 7 | 7  | 016:180 | −2    | 15:21  |
| 9.  | SS Montevito        | 18  | 4 | 3 | 11 | 015:370 | −22   | 11:25  |
| 10. | SS San Giovanni (N) | 18  | 2 | 2 | 14 | 011:380 | −27   | 06:30  |

Platzierungskriterien: 1. Punkte – 2. Direkter Vergleich (Punkte, Tordifferenz, geschossene Tore) – 3. Tordifferenz – 4. geschossene Tore

- Die in den Quellen angegebenen Torstatistiken sind inkonsistent, da die Summe der erzielten Tore von der der bekommenen Tore abweicht (212 bzw. 204). Außerdem weicht die Anzahl der Siege von der Anzahl der Niederlagen ab (61 bzw. 57).

| (M) | amtierender san-marinesischer Meister     |
| (P) | amtierender san-marinesischer Pokalsieger |
| (N) | Neuaufsteiger aus der Serie A2            |

## Meisterplayoff

### 1. Runde
Die beiden ersten der Serie A2, sowie die Mannschaften auf Plätzen drei und vier der ersten Spielklasse, traten jeweils gegeneinander an.
|            | Ergebnis        |              |
| ---------- | --------------- | ------------ |
| SC Faetano | 0:0 (4:3 i. E.) | FC Domagnano |
| SS Murata  | 2:0             | SP Cailungo  |

### 2. Runde
Je ein Sieger und Verlierer der ersten Runde spielten gegeneinander.
|              | Ergebnis        |             |
| ------------ | --------------- | ----------- |
| FC Domagnano | 0:0 (4:2 i. E.) | SS Murata   |
| SC Faetano   | 4:1             | SP Cailungo |

SP Cailungo schied nach der zweiten Niederlage aus.

### 3. Runde
Die Mannschaften mit bisher einer Niederlage spielten gegeneinander. Weiters trat der zweite des Grunddurchgangs gegen das bisher siegreiche Team an.
|               | Ergebnis        |            |
| ------------- | --------------- | ---------- |
| FC Domagnano  | 2:0             | SS Murata  |
| SP La Fiorita | 0:0 (5:4 i. E.) | SC Faetano |

SS Murata schied nach der zweiten Niederlage aus.

### 4. Runde
Die Mannschaften mit bisher einer Niederlage spielten gegeneinander. Weiters trat der Sieger des Grunddurchgangs gegen das bisher siegreiche Team an. Der Sieger dieses Spiels erreichte direkt das Finale.
|               | Ergebnis |             |
| ------------- | -------- | ----------- |
| FC Domagnano  | 1:0      | SC Faetano  |
| SP La Fiorita | 1:0      | AC Libertas |

SC Faetano schied nach der zweiten Niederlage aus.

### Halbfinale
Die Mannschaften mit bisher einer Niederlage spielten gegeneinander um den Finaleinzug.
|             | Ergebnis |              |
| ----------- | -------- | ------------ |
| AC Libertas | 0:1      | FC Domagnano |

AC Libertas schied nach der zweiten Niederlage aus.

### Finale
|              | Ergebnis |               |
| ------------ | -------- | ------------- |
| FC Domagnano | 2:1      | SP La Fiorita |

FC Domagnano gewann den ersten Titel in der Vereinsgeschichte.